# The Ultimate Fighter: América Latina 3
The Ultimate Fighter: América Latina 3 é um reality show produzido pelo Ultimate Fighting Championship, da série The Ultimate Fighter.
Em 31 de maio de 2016, o UFC anunciou que os 16 concorrentes para esta temporada seria composta de lutadores pesos-leves de vários locais ao redor da América Latina.
O elenco consistiu de lutadores provenientes de 9 países: Bedoya, da Colombia; Castillo, da Nicarágua; Cárdenas e Villaseca, do Chile; Chalo, da Venezuela; Flores, da  Bolivia; Puelles, do Peru; Ganin e Rojo, da Argentina; Zamora, da Costa Rica; Bravo, Martínez, Quintanar, Rodríguez, Sabori e Villegas, do Mexico.
Os treinadores para esta temporada são os ex-Campeões Meio-Pesados do UFC, Forrest Griffin e Chuck Liddell. Ambos os lutadores aposentados foram treinadores em edições anteriores do The Ultimate Fighter.
As filmagens para a temporada começaram em 16 de maio, em Buenos Aires, Argentina.

## Elenco

### Equipes
Equipe Griffin:
- Forrest Griffin, Treinador Principal

Equipe Liddell:
- Chuck Liddell, Treinador Principal

### Lutadores
- Equipe Griffin
  -  Martin Bravo
  -  Pablo Sabori
  -  Miguel Villegas
  -  Marcelo Rojo
  -  Alejandro Martínez
  -  Yasser Castillo
  -  Walter Zamora
  -  José David Flores

- Equipe Liddell
  -  Claudio Puelles
  -  Ilianovich Chalo
  -  Leonardo Rodríguez
  -  Javier Ganin
  -  John Bedoya
  -  Santiago Cárdenas
  -  Fabian Quintanar
  -  Juan Villaseca

## Chave do Torneio
|  | Elimination Round  | Elimination Round  |                    |     | Quartas de final | Quartas de final |  |  | Semifinais | Semifinais |  |  | Final | Final |
|  |                    |                    |                    |     |                  |                  |  |  |            |            |  |  |       |       |
|  |                    |                    |                    |     |                  |                  |  |  |            |            |  |  |       |       |
|  |                    |                    |                    |     |                  |                  |  |  |            |            |  |  |       |       |
|  | John Bedoya        | 2                  |                    |     |                  |                  |  |  |            |            |  |  |       |       |
|  | John Bedoya        | 2                  |                    |     |                  |                  |  |  |            |            |  |  |       |       |
|  | Walter Zamora      | DM                 |                    |     |                  |                  |  |  |            |            |  |  |       |       |
|  | Walter Zamora      | DM                 | Walter Zamora      | 2   |                  |                  |  |  |            |            |  |  |       |       |
|  |                    |                    | Walter Zamora      | 2   |                  |                  |  |  |            |            |  |  |       |       |
|  |                    | Leonardo Rodríguez | DU                 |     |                  |                  |  |  |            |            |  |  |       |       |
|  | Leonardo Rodríguez | Leonardo Rodríguez | DU                 | DM  |                  |                  |  |  |            |            |  |  |       |       |
|  | Leonardo Rodríguez |                    |                    | DM  |                  |                  |  |  |            |            |  |  |       |       |
|  | Yasser Castillo    | 2                  |                    |     |                  |                  |  |  |            |            |  |  |       |       |
|  | Yasser Castillo    | 2                  | Leonardo Rodríguez | 3   |                  |                  |  |  |            |            |  |  |       |       |
|  |                    |                    | Leonardo Rodríguez | 3   |                  |                  |  |  |            |            |  |  |       |       |
|  |                    | Martín Bravo       | DU                 |     |                  |                  |  |  |            |            |  |  |       |       |
|  | Javier Ganin       | Martín Bravo       | DU                 | 1   |                  |                  |  |  |            |            |  |  |       |       |
|  | Javier Ganin       |                    |                    | 1   |                  |                  |  |  |            |            |  |  |       |       |
|  | Martín Bravo       | TKO                |                    |     |                  |                  |  |  |            |            |  |  |       |       |
|  | Martín Bravo       | TKO                | Martín Bravo       | DU  |                  |                  |  |  |            |            |  |  |       |       |
|  |                    |                    | Martín Bravo       | DU  |                  |                  |  |  |            |            |  |  |       |       |
|  |                    | Ilianovich Chalo   | 2                  |     |                  |                  |  |  |            |            |  |  |       |       |
|  | Ilianovich Chalo   | Ilianovich Chalo   | 2                  | KO  |                  |                  |  |  |            |            |  |  |       |       |
|  | Ilianovich Chalo   |                    |                    | KO  |                  |                  |  |  |            |            |  |  |       |       |
|  | Miguel Villegas    | 1                  |                    |     |                  |                  |  |  |            |            |  |  |       |       |
|  | Miguel Villegas    | 1                  | Martín Bravo       | TKO |                  |                  |  |  |            |            |  |  |       |       |
|  |                    |                    | Martín Bravo       | TKO |                  |                  |  |  |            |            |  |  |       |       |
|  |                    | Claudio Puelles    | 2                  |     |                  |                  |  |  |            |            |  |  |       |       |
|  | Santiago Cárdenas  | Claudio Puelles    | 2                  | 1   |                  |                  |  |  |            |            |  |  |       |       |
|  | Santiago Cárdenas  |                    |                    | 1   |                  |                  |  |  |            |            |  |  |       |       |
|  | Pablo Sabori       | FIN                |                    |     |                  |                  |  |  |            |            |  |  |       |       |
|  | Pablo Sabori       | FIN                | Pablo Sabori       | 1   |                  |                  |  |  |            |            |  |  |       |       |
|  |                    |                    | Pablo Sabori       | 1   |                  |                  |  |  |            |            |  |  |       |       |
|  |                    | Claudio Puelles    | FIN                |     |                  |                  |  |  |            |            |  |  |       |       |
|  | Claudio Puelles    | Claudio Puelles    | FIN                | TKO |                  |                  |  |  |            |            |  |  |       |       |
|  | Claudio Puelles    |                    |                    | TKO |                  |                  |  |  |            |            |  |  |       |       |
|  | José David Flores  | 1                  |                    |     |                  |                  |  |  |            |            |  |  |       |       |
|  | José David Flores  | 1                  | Claudio Puelles    | DU  |                  |                  |  |  |            |            |  |  |       |       |
|  |                    |                    | Claudio Puelles    | DU  |                  |                  |  |  |            |            |  |  |       |       |
|  |                    | Marcelo Rojo       | 3                  |     |                  |                  |  |  |            |            |  |  |       |       |
|  | Juan Villaseca     | Marcelo Rojo       | 3                  | 1   |                  |                  |  |  |            |            |  |  |       |       |
|  | Juan Villaseca     |                    |                    | 1   |                  |                  |  |  |            |            |  |  |       |       |
|  | Marcelo Rojo       | FIN                |                    |     |                  |                  |  |  |            |            |  |  |       |       |
|  | Marcelo Rojo       | FIN                | Marcelo Rojo       | DU  |                  |                  |  |  |            |            |  |  |       |       |
|  |                    |                    | Marcelo Rojo       | DU  |                  |                  |  |  |            |            |  |  |       |       |
|  |                    | John Bedoya*       | 2                  |     |                  |                  |  |  |            |            |  |  |       |       |
|  | Fabian Quintanar   | John Bedoya*       | 2                  | 3   |                  |                  |  |  |            |            |  |  |       |       |
|  | Fabian Quintanar   |                    |                    | 3   |                  |                  |  |  |            |            |  |  |       |       |
|  | Alejandro Martínez | DD                 |                    |     |                  |                  |  |  |            |            |  |  |       |       |
|  | Alejandro Martínez | DD                 |                    |     |                  |                  |  |  |            |            |  |  |       |       |

* Martínez ficou incapaz de lutar devido a uma lesão. Bedoya foi escolhido no seu lugar para preencher as quartas de final.
|       |  | Team Liddell        |
|       |  | Team Griffin        |
| DU    |  | Decisão Unânime     |
| DM    |  | Decisão Majoritária |
| DD    |  | Decisão Dividida    |
| FIN   |  | Finalização         |
| (T)KO |  | Nocaute (Técnico)   |

## Finale
The Ultimate Fighter América Latina 3 Finale: dos Anjos vs. Ferguson (também conhecido como UFC Fight Night 98) é um evento de artes marciais mistas promovido pelo Ultimate Fighting Championship que será realizado no dia 5 de novembro de 2016, na Mexico City Arena, na Cidade do México, México.

### Background
Uma luta com potencial para definir o próximo desafiante ao título dos leves entre o ex-Campeão Peso Leve do UFC, Rafael dos Anjos, e o vencedor do The Ultimate Fighter: Team Lesnar vs. Team dos Santos, Tony Ferguson, é esperada para ser a atração principal do evento.
As finais do The Ultimate Fighter: América Latina 3, no peso-leve, deverão ocorrer neste evento.
O vencedor do The Ultimate Fighter: Team Jones vs. Team Sonnen, no peso-médio, Kelvin Gastelum, era esperado para enfrentar Jorge Masvidal no evento, no peso-meio-médio. No entanto, em 14 de setembro, Gastelum foi removido para realizar uma substituição contra o ex-desafiante ao título dos leves, Donald Cerrone, no UFC 205, uma semana depois. Posteriormente, Masvidal foi removido do card inteiramente e remarcado para enfrentar Jake Ellenberger, no mês seguinte, no The Ultimate Fighter: Tournament of Champions Finale.
Como resultado do cancelamento do UFC Fight Night: Lamas vs. Penn, a luta entre Sam Alvey e Alex Nicholson foi remarcada para este evento.
Guido Cannetti era esperado para enfrentar Marco Beltrán em uma revanche no evento. Os dois lutaram pela primeira vez em uma das lutas do The Ultimate Fighter: América Latina, onde Beltrán ganhou por uma decisão controversa. No entanto, em 29 de outubro, Cannetti foi retirado da luta após a USADA revelar uma potencial falha no anti-doping a partir de uma amostra colhida no dia 15 de outubro. Ele foi substituído pelo ex-Campeão Peso Pena do Bellator e ex-desafiante ao Cinturão Peso Galo do UFC, Joe Soto, e a luta será disputada em peso-casado de 140 lbs (63,5 kg).
Na pesagem do evento, Charles Oliveira não conseguiu bater o limite do peso-pena para sua luta com Ricardo Lamas, com nove libras (4 kg) acima das 146 lbs (66,2 kg) permitidas. Ele foi multado em 30% da sua bolsa, e a luta será disputada em peso-casado de 155 lbs (70,3 kg). Por sua vez, Lamas e os funcionários da promoção insistiram para que Oliveira não pesasse mais de 165 lbs (74,8 kg) no dia da luta, ou a luta seria cancelada. Felipe Arantes também não bateu o peso para sua luta contra Érik Pérez, com duas libras (0,9 kg) acima do limite do peso-galo. Ele foi multado em 20% de sua bolsa.

## Card Oficial
Nota 1 Final do The Ultimate Fighter América Latina 3.

## Bônus da Noite
- Luta da Noite:  Tony Ferguson vs.  Rafael dos Anjos
- Performance da Noite:  Ricardo Lamas e  Douglas Silva de Andrade

## Ligações Externas
1. ↑  Nota 1